# EP u amaterskom boksu 1934.
4. Europsko prvenstvo u amaterskom boksu 1934. se održalo od 11. do 15. travnja 1934. u mađarskom gradu Budimpešti.
Boksači su se borili za odličja u osam težinskih kategorija. Sudjelovalo je sedamdesetčetvero boksača iz 13 država.
Boksači iz Mađarske i Engleske su osvojili 2 naslova prvaka, a Njemačke, Italije, Finske i Austrije po 1.

## Osvajači odličja
| Kategorija        | zlato                    | srebro                     | bronca                       |
| ----------------- | ------------------------ | -------------------------- | ---------------------------- |
| muha              | Patrick Palmer Engleska  | Frigyes Kubinyi Mađarska   | Szapsel Rotholc Poljska      |
| bantam (pijetao)* | István Énekes Mađarska   | Stig Cederberg Švedska     | Tadeusz Rogalski Poljska     |
| pero              | Otto Kästner Njemačka    | Dezső Frigyes Mađarska     | Mieczysław Forlański Poljska |
| laka              | Marino Facchin Italija   | Imre Harangi Mađarska      | Karl Schmedes Njemačka       |
| velter            | David McCleave Engleska  | István Varga Mađarska      | Ole Röisland Norveška        |
| srednja           | Lajos Szigeti Mađarska   | Witold Majchrzycki Poljska | Alfredo Neri Italija         |
| poluteška         | Hans Zehetmayer Austrija | Roman Antczak Poljska      | Wilhelm Pürsch Njemačka      |
| teška             | Gunnar Bärlund Finska    | Herbert Runge Švedska      | Patrick Floyd Engleska       |

- u ondašnjem nazivlju se ovu kategoriju nazivalo pijetao kategorija